# Липе (река)
Липе је река у Немачкој. Дуга је 268 km. Извире код Бад Липспрингеа. Протиче кроз Северну Рајну-Вестфалију. Улива се у Рајну код Везела.